# Eleutherodactylus melatrigonum
Eleutherodactylus melatrigonum är en groddjursart som beskrevs av Schwartz 1966. Eleutherodactylus melatrigonum ingår i släktet Eleutherodactylus och familjen Eleutherodactylidae. Inga underarter finns listade i Catalogue of Life.